# Hypocoela tornifusca
Hypocoela tornifusca là một loài bướm đêm trong họ Geometridae.